# 440 pr. n. št.
Stoletja: 6. stoletje pr. n. št. - 5. stoletje pr. n. št. - 4. stoletje pr. n. št.
Desetletja: 490. pr. n. št. 480. pr. n. št. 470. pr. n. št. 460. pr. n. št. 450. pr. n. št. - 440. pr. n. št. - 430. pr. n. št. 420. pr. n. št. 410. pr. n. št. 400. pr. n. št. 500. pr. n. št.
Leta: 445 pr. n. št. 444 pr. n. št. 443 pr. n. št. 442 pr. n. št. 441 pr. n. št. - 440 pr. n. št. - 439 pr. n. št. 438 pr. n. št. 437 pr. n. št. 436 pr. n. št. 435 pr. n. št.

## Dogodki
- - Samos se upre Pomorski zvezi.